# HKS (azienda)
HKS Company (株式会社 エ ッ チ · ケ ー · エ スKabushiki-gaisha Ecchi Kē Esu) è una società giapponese fondata nel 1973 da Hiroyuki Hasegawa  e Goichi Kitagawa e quotata alla borsa di Tokyo con sede a Fujinomiya nella prefettura di Shizuoka, in Giappone, specializzata nella produzione e vendita di parti, accessori e componenti aftermarket per autoveicoli. L'azienda fu fondata con il contributo del capitale di Sigma Automotive, da cui deriva l'acronimo del nome "HKS" (Hasegawa-Kitagawa-Sigma).

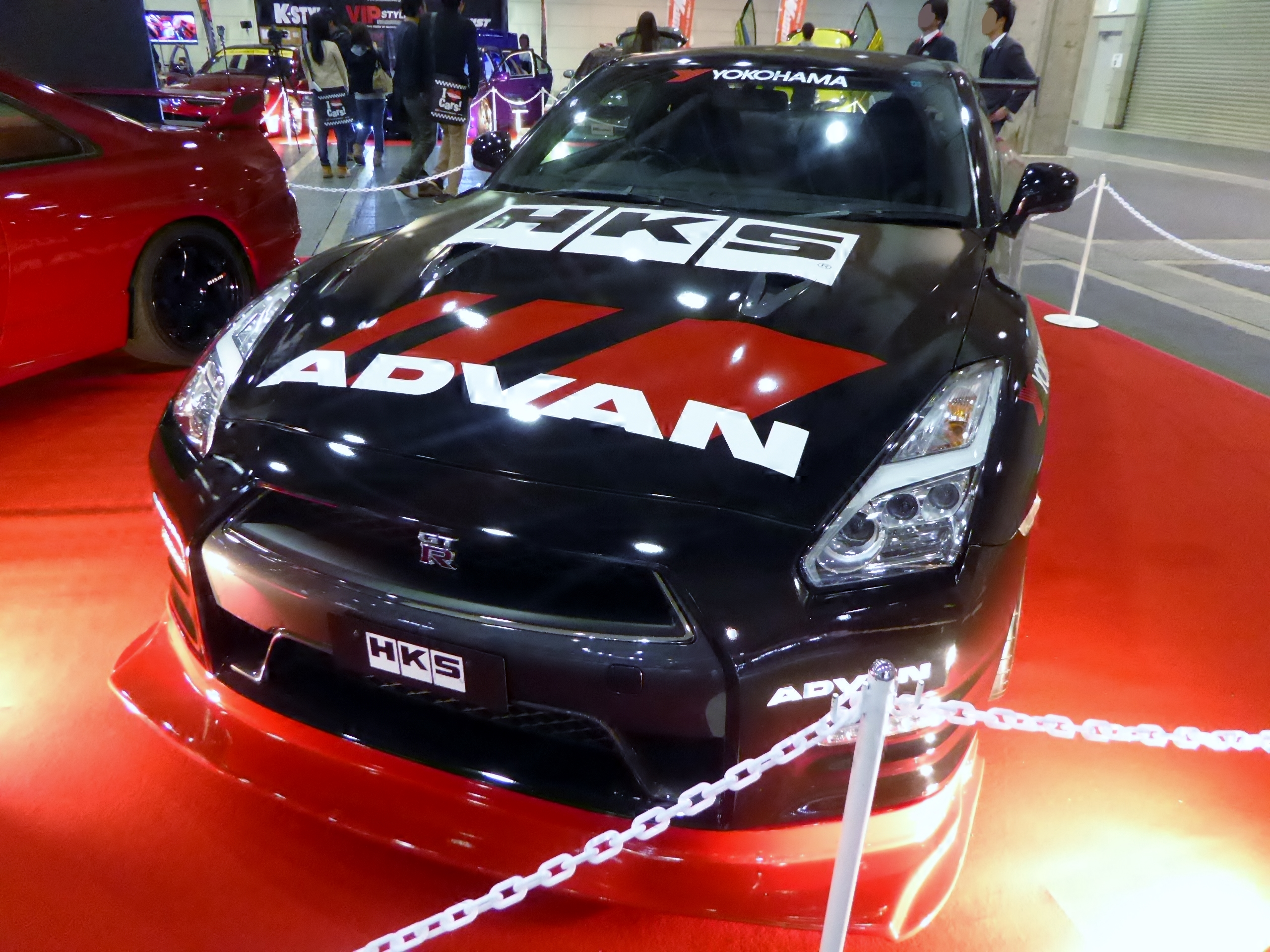
Vettura con logo HKS

Nel 1982, la società si è stabilita negli Stati Uniti creando una sua controllata chiamata HKS USA, Inc.